# 리자몽
《리자몽》(リザードン 리자돈[*], 영어: Charizard 쳐리져드[*])은 포켓몬스터 시리즈에 등장하는 가공의 캐릭터(몬스터)이다. 한국명인 '리자몽'은 'lizard'와 'monster'를 합성한 이름이다. 

## 특징
전국도감번호 6번으로 파이리의 최종진화형이다. 거대한 날개와 용과 같은 머리를 가지고 있다. 머리 부분에 2개의 뿔이 있고 손가락은 3개이며 끝에 불이 붙어 있는 긴 꼬리를 가졌다.

## 게임에서의 리자몽
- 리자드가 36Lv 때 진화한다.

《포켓몬스터 적·녹·청》과 《포켓몬스터 파이어 레드/리프 그린》에서 최초에 선택할 수 있는 파이리의 최종 진화 형태이다. 진화에 의해 날개를 얻게 되어 땅, 풀, 벌레 기술에 강해졌지만 바위 기술에는 약해졌다. 이향의 리자몽은 레벨 52. 목호의 리자몽은 레벨 48 (재시합 때는 68) HGSS에서도 파이리를 선택했을 경우 리자몽을 입수할 수 있다. 챔피언을 깨고 난 뒤 레드까지 격파하여 공박사에게 가면 5레벨의 파이리를 얻을 수 있다.
《포켓몬스터 X·Y》에서는 초반에 미르시티에 있는 플라타느연구소에서 플라타느에게 이상해씨, 파이리, 꼬부기, 셋 중 하나를 입수할 수 있는데 파이리를 선택하여 리자몽을 획득할 수 있다. 또한 메가진화가 가능한 포켓몬 중 하나인데 버전에 따라 리자몽나이트X와 리자몽나이트Y를 통하여 메가진화가 가능하다. 메가리자몽X는 비행 타입이 드래곤 타입으로 바뀐다.
《대난투 스매시브라더스 X》에서 포켓몬 트레이너의 소지 포켓몬 중 1마리로 등장한다. 공격력이 제일 강하고 활공이 가능한 대신 속도는 느린 편이다.
《포켓몬 불가사의 던전 파랑 구조대·빨강 구조대》에서는 팀 FLB의 멤버이다.(구성원:케이시, 파이리, 애버라스의 최종 진화형 포켓몬인 후딘, 리자몽, 마기라스다.)
《포켓몬스터 울트라썬·울트라문》에서는 랜덤으로 섬스캔을 통해서 얻을 수 있다.
《포켓몬스터 소드 실드》에서는 거다이맥스를 할 수 있게 되었는데 전용기술은 거다이옥염이다. 불꽃타입 다이맥스 기술인 다이번과 같이 공격하고 추가효과로 4턴동안 추가데미지를 준다.(불꽃타입 포켓몬은 제외) 단델을 이기고 난 후에 받을 수 있다.
또  챔피언이 된후 단델의 방에 있는 몬스터볼을 조사하면 진화하면 거다이맥스를 할 수 있는 리자몽이 되는 파이리를 얻을 수 있다. 그리고 《극장판 포켓몬스터 뮤츠의 역습 EVOLUTION》 특전으로 지우의 리자몽이 배포되었다. 《포켓몬 고》에서는 색이 다른 개체를 포획할 수 있다. 또한 메가진화가 가능하다.
《포켓몬 유나이트》에서는 튜토리얼 진행후 밸런스형 스타팅 포켓몬으로 나온다. 5레벨에 리자드로 진화. 9레벨에 최종진화를 한다.
《포켓몬 GO》에서 나온다. 스타팅으로 파이리으로 고를 수 있다. 사탕이 25개로 리자드로 진화한다. 100개가 모여서 리자몽으로 최종 진화 한다. 또한, 메가진화 에너지를 200개를 모아 X또는 Y로 시킬 수 있다.

## 애니메이션에서의 리자몽
지우(사토시)의 리자드로부터 리자몽으로 진화했다. 지우가 가진 스타팅(꼬부기, 이상해씨)보다 일찍 최종진화했다. 당초는 리자드였을 때와 같이 좀처럼 지시를 듣지 않았고, 이것이 원인으로 석영 대회의 패인이 되었다. 강한 상대로 밖에 싸우지 않고, 트레이너인 지우에게 종종 화염 방사를 퍼붓는다. 그러나 오렌지 제도편으로, 강챙이와의 싸움으로 상당한 데미지를 받아 포켓몬 센터가 없는 장소여서, 지우의 정성어린 보살핌으로 인해 마음을 열게 된다. 이후는 그 높은 실력을 유감없이 발휘하고, 지우의 포켓몬의 에이스로서 활약했다.
그 후 「리자몽 골짜기」로 지우와 헤어져 수행에 돌진한다. 아래와 같은 영화에서는 응원에 달려 들어 검은먹 체육관, 성도 리그, 배틀 팩토리, 배틀 피라미드에서도 오고 있다. 영화나 검은먹 체육관에서는 지우가 예상하지 않은 등장이었지만, 성도 리그 이후는 지우에 불려 온다. 왔을 때는 친애 표현으로서 반드시 지우에게 「화염 방사」를 퍼붓고 있다. 현재는 골짜기에서 함께 사는 ♀인 지크의 리자몽 「리사」의 그이 이기도 하다. 지우의 리자몽 성우는 일본판이 미키 신이치로이고, 지크의 리자몽은 성별이 암컷이지만 한국판에서는 남자성우가 연기를 했다.
포켓몬스터 AG에서는, 사이유우 대회의 예선 3 전, 사토시의 대전 상대의 휴우가의 리자몽이 등장. 더블 배틀이며, 마그케인과 콤비로, 지우의 나무돌이·얼음귀신과 싸운다. 마그케인이 쓰러져도 곧바로 '강철날개'로 나무돌이를 쓰러뜨려, 얼음귀신도 고전시키기만 오니고리의 움직임에 번농 되고 기세를 붙인 '박치기'를 맞고 쓰러진다. 또 배틀팩토리에서는 책임자인 다투라의 프리져와 배틀하여 승리한다.
포켓몬스터 베스트위시에서는 2기 32화에서 켄호로우와 교환하여 다시 등장한다. 등장하자마자 아이리스의 망나뇽을 보고 서로 승부욕을 강하게 느끼며 결국 배틀하는데 승부는 배틀 도중 N의 중재로 인해 무승부로 판정한다. 아이리스는 리자몽의 생김새는 물론, 비행도 하고 드래곤 타입의 기술을 쓰는 것을 보며 리자몽을 드래곤 타입으로 착각했었다.
사이드 스토리에서는, 칸타라는 소년의 소지로서 「돈」이라는 이름의 리자몽이 등장. 마음이 약한 성격으로, 파이리 때에 물속에 떨어졌던 것이 트라우마가 되어, 불길을 토하는 일도 하늘을 나는 것도 할 수 없었지만, 나나코나 츠요시와의 특훈을 거쳐 극복했다. 성우는 코니시 카츠유키.
《포켓몬스터 디 오리진》에서는 레드의 리자드가 리자몽으로 진화한다. 실프주식회사에서 비주기의 니드퀸과의 배틀에서 두번치기와 파도타기에 쓰러진다. 상록체육관전에서는 비주기의 코뿌리에 공격에 거의 쓰러지기 직전에 뿔드릴을 피하고 그대로 지구던지기를 날려 코뿌리를 쓰러뜨린다. 석영고원에서는 챔피언 그린의 거북왕과 전투를 벌이나, 상성이 불리한데도 그린의 거북왕을 회오리불꽃과 불대문자로 쓰러뜨리며 레드를 포켓몬 리그 챔피언으로 오르게 한다. 잠깐 나왔지만 챔피언로드에서 전설의 포켓몬 파이어와의 시합도 한다. 블루시티 동굴에서는 뮤츠와의 시합에서 마지막 포켓몬으로 등장하며, 레드가 가지고 있던 스톤과 리자몽이 지니고 있던 스톤이 반응하며 메가리자몽X로 메가진화를 한다. 메가진화 후에는 기술의 위력이 올라가면서 마지막에 메가톤펀치를 사용해서 레드가 하이퍼볼로 뮤츠를 잡게 해준다. 배틀 이후에는 메가진화가 풀린다.

## 메가진화의 리자몽
M리자몽 X
```
  ⬇
```

리자몽X는 기본 리자몽과는 달리 파란 불꽃, 그리고 몸체가 주황색이 아닌 검은색으로 뒤덮여 있다.
그리고 전투력이 매우 강한 것이 특징이며, 날아다니는 건 기본 리자몽의 스펙과는 똑같지만
공격력으로 따지면 매우 좋다고 해도 과언이 아니다.
또한 오히려 기본 리자몽때와는 달리 주인의 말을 잘 듣고, 신뢰도가 없으면 같이 지내지 않는다는 것이 장점이라고 해도
그냥 그렇고, 단점이라고 해도 조금 그렇다.
M리자몽 Y
```
  ⬇
```

리자몽Y는 기본 리자몽과는 달리 매우 큰 날개, 그리고 리자몽X와는 다르게 파란 불꽃, 주황색 불꽃이 아닌 완전체, 즉
거다이맥스리자몽의 불꽃 색깔과 완전 똑같다는 것이 포인트이며,
매우 큰 날개 덕분인지 날아다니는 속도가 한카리아스와 견줄 정도이며, 기본적인 공격력은 기본 리자몽의 스펙과는
똑같지만 속도, 스피드만큼은 절대로 지지 않는다는 것이 매우 큰 장점이다.
또한 마하 포켓몬인 한카리아스,하지만 마하 포켓몬인 만큼 속도가 매우 빠른것이 큰 장점이라고
하는데, 메가 리자몽Y 역시 약 10km의 속도를 지니고 있어 한카리아스와의  속도 대결에서도 지지 않을 것으로
보인다.

## 그 외에서의 리자몽
- 극장판 《뮤츠의 역습》에서 지우의 리자몽이 클론 리자몽과 싸우지만 패배한다.
- 단편영화 《피카츄의 여름방학》에 등장한다.
- 극장판 《결정탑의 제왕 엔테이》에 등장한다.
- 극장판 《너로 정했다!》에서 지우가 버려진 파이리를 잡고 훈련하면서 리자몽으로 진화한다.
- 만화책 《포켓몬스터 스페셜》에서 그린이 사용한다.
- 《포켓몬스터 금·은》이 발매할 때까지 리자몽은 거북왕이나 이상해꽃, 피카츄와 대등하게 적극적으로 프로모션 활동에 사용되었다. 또 포켓몬을 상징하는 초기 멤버로서의 인상도 강하다.[3][4]
- "리자몽이 해운대가면"이라는 개드립이 생기긴 하였으나 대부분 일관성없는 대답으로 무의미한 것으로 나온다.
- 포켓몬스터 썬문에서 키아웨라는 아이의 라이딩 포켓몬으로 나온다.
- 1996년 출시된 포켓몬 카드게임 첫번째 확장팩에서 나온 초판 리자몽카드가 카드 하나당 4억원이라는 어마어마한 액수인데도 불구하고

어느 한 유튜버가 이 카드를 샀다. 여담으로 그 카드가 2016년에 포켓몬 카드게임 베이스세트(영문판 카드팩 이름은 '포켓몬 카드게임 XY레볼루션')에서 라메이크되어 1996년 당시 일러스트, 기술까지 완벽하게 리메이크해 미국판은 한 팩당 한화 약 3만원이상이다.

## 같이 보기
- 포켓몬 목록
- 파이리
- 리자드
- 1세대 포켓몬 목록